# Плоткін Вадим Григорович
Вадим Григорович Плоткін (9 травня 1943) — український діяч, генеральний директор державного зовнішньоекономічного об'єднання «Укрзовнішпром». Народний депутат України 2-го скликання (у 1994—1996).

## Біографія
Служив у Радянській армії.
Освта вища, референт-перекладач. Член КПРС.
До 1994 року — генеральний директор державного зовнішньоекономічного об'єднання «Укрзовнішпром».
Народний депутат України 2-го демократичного скликання з .04.1994 (2-й тур) до .03.1996, Морський виборчий округ № 307, Одеська область. 25 березня 1996 року депутатські повноваження припинені постановою Верховної Ради України.
З 30 червня 1994 року — голова Фонду соціального захисту населення України.
Помічник депутата Верховної Ради України від Партії регіонів Володимира Вечерка у 5—7-му скликаннях.
Один із засновників Товариства з обмеженою відповідальністю (ТОВ) «ЛНК».